# Бореліанський кодекс

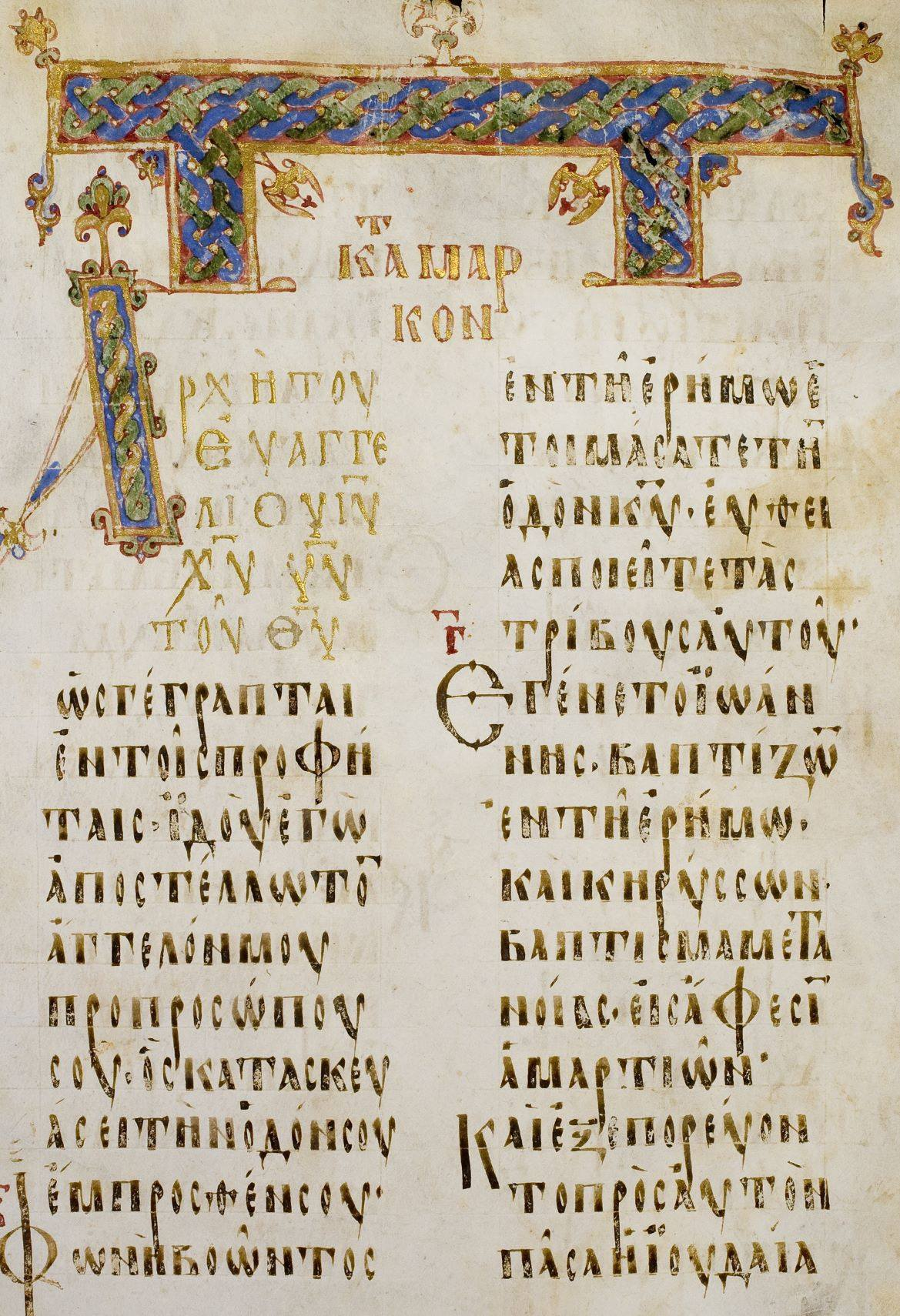
Бореліанський кодекс

Бореліанський кодекс (лат. Codex Boreelianus, умовне позначення Fe або 09) — один з рукописів Нового Заповіту, написаний давньогрецькою мовою (діалект Койне), датується IX століттям.
Бореліанський кодекс містить  Четвероєвангеліє. Збереглося 204 аркуші кодексу, розмір аркуша — 28,5 на 22 см. Текст кодексу написаний двома колонками на сторінку.
Бореліанський кодекс зберігається в бібліотеці Утрехтського університету (Ms. 1) в Лондоні.